# Voo KLM 867
O voo KLM 867 foi uma rota aérea regular entre o Aeroporto Internacional Ted Stevens, Anchorage, Alasca, e o Aeroporto de Amesterdão Schiphol, operado pela empresa aérea KLM. Em 15 de dezembro de 1989, o voo estava a caminho do aeroporto de Anchorage quando seus quatro motores falharam. O Boeing 747-400, com menos de seis meses de uso, voou através de uma nuvem de cinzas vulcânicas do Monte Redoubt, que tinha entrado em erupção um dia antes.

## Falha no motor
Os quatro motores do avião falharam, deixando o avião apenas com sistemas críticos que usam energia elétrica de reserva. Um relatório afirmou que o desligamento do motor ocorreu devido à entrada de poeira vulcânica dentro da tampa de vidro do motor, o que causou a falha dos sistemas de controle de temperatura e isso levou ao desligamento automático dos motores.
Quando os quatro principais geradores foram desligados devido à falha de todos os motores, houve uma queda de energia momentânea quando os instrumentos de voo foram transferidos para a energia estática. A energia estática no 747-400 é fornecida por duas baterias e inversores. O capitão iniciou o procedimento de reinicialização do motor, que não teve sucesso nas primeiras ocasiões e que repetiu até o início. Em algumas tentativas, quando um ou mais (mas não todos) dos motores começaram a operar, o gerador principal foi ligado novamente. Essa ativação e desativação contínuas causaram interrupções na transferência de energia para os instrumentos de voo. O desaparecimento temporário dos instrumentos deu a impressão de que o sistema de energia estática tinha falhado. Essas transferências de energia foram verificadas no gravador de dados de voo.

### Transcrição
As seguintes transmissões ocorreram entre o Centro de Anchorage, a instalação de controle de tráfego aéreo da região e o KLM 867:
- Piloto KLM B–747—“KLM 867 pesado atingindo o nível 250, posição 140º”
- Centro de Anchorage—“OK, você tem a nuvem de cinzas vulcânicas em vista agora?”
- Piloto KLM B–747—“Sim, pensamos que a nuvem à nossa frente deve ser cinza. É mais marrom que uma nuvem normal.”
- Piloto KLM B–747—“Temos que virar à esquerda agora... Agora há fumaça na cabine, senhor.”
- Centro de Anchorage—“KLM 867 pesado, recebido, deixado à vontade.”
- Piloto KLM B–747—“Subindo ao nível 390, estamos em uma nuvem negra, na posição 130º.”
- Piloto KLM B–747—“KLM 867 com falha de todos os motores e descida imediata!”
- Centro de Anchorage—“KLM 867 pesado, Anchorage?”
- Piloto KLM B–747—“KLM 867 pesado, estamos descendo... Estamos em declínio.”
- Piloto KLM B–747—“KLM 867, precisamos de toda a assistência que você puder dar-nos, senhor. Solicitamos vetores”

## Reconexão do motor
Depois de descer mais de 14 000 ft (4 270 m), o capitão Karl van der Elst e sua tripulação finalmente conseguiram reiniciar os motores e pousar o avião sem problemas. Nesse caso, as cinzas causaram mais de US$ 80 milhões em danos ao avião (foi necessário substituir os quatro motores), mas não houve mortos ou feridos. Em 2011, a aeronave ainda está em serviço com a KLM através da subsidiária KLM Asia.

## Incidentes semelhantes
Em um incidente praticamente idêntico em 24 de junho de 1982, o voo British Airways 9, do Aeroporto de Londres-Heathrow para Auckland, enquanto estava no trecho de Kuala Lumpur a Perth, Austrália Ocidental, voou em uma nuvem de cinzas vulcânicas do Erupção do Monte Galunggung, causando falha de todos os motores devido à falha no compressor. O avião foi desviado para Jacarta e conseguiu voar o suficiente para sair da nuvem de cinzas, reiniciar seus motores e pousar em segurança.